# Conseil régional de Rabat-Salé-Kénitra
Place Al Joulan, Rabat.
Le conseil régional de Rabat-Salé-Kénitra est l'assemblée délibérante de la région marocaine Rabat-Salé-Kénitra, collectivité territoriale décentralisée agissant sur le territoire régional. Il est composé de 75 conseillers régionaux élus pour 6 ans au suffrage universel direct et présidé par Rachid El Abdi depuis 2021.

## Siège
Le Conseil régional de Rabat-Salé-Kénitra se trouve dans la place Al Joulan de Rabat.

## Présidents
| Période   | Président | Président         | Parti | Parti |
| --------- | --------- | ----------------- | ----- | ----- |
| 2015-2021 |           | Abdessamad Sekkal |       | PJD   |
| 2021-     |           | Rachid El Abdi    |       | PAM   |